# Rogéria
Astolfo Barroso Pinto, mais conhecida como Rogéria (Cantagalo, 25 de maio de 1943 — Rio de Janeiro, 4 de setembro de 2017), foi uma atriz, cantora, apresentadora e maquiadora brasileira. Se autointitulava jocosamente como "a travesti da família brasileira".
Iniciou a carreira artística como maquiadora dos atores na extinta TV Rio. Morou por cinco anos em Paris, onde se tornou fluente em francês e alemão. Em 1979, recebeu o Troféu Mambembe, pelo espetáculo O Desembestado, que fez ao lado de Grande Otelo.

## Biografia
Rogéria nasceu em Cantagalo, no interior fluminense, a mesma cidade de outra figura célebre - como declarou, “Em Cantagalo, nasceu a maior bicha do Brasil – no caso, eu – e o maior macho do Brasil, Euclides da Cunha”. Desde sua infância tinha consciência de sua homossexualidade. Não sendo aceita por sua família conservadora e tradicional, saiu de casa em sua adolescência, passando a trabalhar como transformista em boates e maquiadora de celebridades. Antes disso, conseguiu emprego como jurada, no auditório da Rádio Nacional, particularmente nos programas estrelados pela cantora Emilinha Borba e de quem era fã incondicional.
Ao vencer um concurso de fantasias no carnaval de 1964, tentaram renomeá-la Rogério, que levou o público aos gritos de "Rogéria", inspirando seu nome social.

## Vida Pessoal
Sendo uma transformista e devido ao seu carisma e bom humor, era sempre ovacionada pelo público, tendo sido pioneira na televisão brasileira, abrindo portas para profissionais homossexuais. Ela optou por não realizar a cirurgia de redesignação sexual e também não alterou seu nome de batismo nos seus documentos. Vivia sozinha no Rio de Janeiro desde os anos 60. Era eventualmente vista pela mídia acompanhada de homens anônimos e famosos, mas por ser discreta, não assumiu nenhum relacionamento sério.

## Carreira
Rogéria começou sua carreira como maquiadora da TV Rio, e ao conviver com inúmeros atores célebres teve o que descreveu como equivalente de uma estadia no Actors Studio, sendo estimulada a interpretar. Sua estreia ocorreu em 29 de maio de 1964, em um notório reduto gay de Copacabana, a Galeria Alaska.
Figura frequente no cinema brasileiro, participou também como jurada em vários programas de auditório nas últimas décadas, de Chacrinha a Gilberto Barros e também Luciano Huck.
Rogéria foi coreógrafa da comissão de frente da Escola de Samba São Clemente, representando Maria, a Louca, num enredo que tratava dos 200 anos da vinda da família real ao Brasil. Em sua passagem, foi recebida com carinho pelo público.
Em 2016, lançou sua biografia Rogéria – Uma mulher e mais um pouco, de Marcio Paschoal.

## Morte
Em 13 de julho de 2017, a atriz foi internada devido a uma infecção generalizada, permanecendo por duas semanas em uma clínica em Laranjeiras, na zona sul do Rio. Em 8 de agosto, Rogéria foi novamente internada no Hospital Unimed Barra, na Zona Oeste do Rio, devido a um quadro de infecção urinária e em 25 de agosto foi transferida da Unidade de Tratamento Intensivo do hospital para o quarto. No entanto, seu quadro clínico se agravou após uma crise convulsiva, seguida de um choque séptico, causa de sua morte em 4 de setembro de 2017, aos 74 anos.

## Filmografia

### Televisão
| Ano       | Programa                      | Personagem      | Notas                                     |
| --------- | ----------------------------- | --------------- | ----------------------------------------- |
| 1982–1985 | Cassino do Chacrinha          | Jurada          |                                           |
| 1983      | Batalha dos Astros            | Jurada          |                                           |
| 1986–1988 | Viva a Noite                  | Repórter        |                                           |
| 1989      | Tieta                         | Ninete Burtini  |                                           |
| 1997      | Sai de Baixo                  | Brigitte        | Episódio: "Adivinha Quem Vem Para Jantar" |
| 1999      | Você Decide                   | Consuelo        | Episódio: "Mulher 2000"                   |
| 2000      | Ô Coitado                     | Ela mesma       | Episódio: "Guerra dos Sexos"              |
| 2002      | Desejos de Mulher             | Regina          | Episódios: "18–22 de março"               |
| 2002      | Brava Gente                   | Sissi           | Episódio: "O Enterro da Cafetina"         |
| 2002      | A Grande Família              | Carla           | Episódio: "Ô Velho Gostoso"               |
| 2006      | Cilada                        | Marilene        | Episódio: "Carnaval"                      |
| 2007      | Toma Lá, Dá Cá                | Tia Dolly       | Episódio: "Dolly Pancada Seca"            |
| 2007      | Paraíso Tropical              | Carolina        |                                           |
| 2008      | Duas Caras                    | Telma / Astolfo | Episódios: "5–6 de abril"                 |
| 2008      | Dicas de um Sedutor           | Lulu            | Episódio: "Amor não Tem Idade"            |
| 2010      | Os Caras de Pau               | Ela mesma       | Episódio: "Dia dos Pais"                  |
| 2011–2012 | Preliminares                  | Apresentadora   |                                           |
| 2012      | Malhação: Intensa como a Vida | Carmem Rios     | Episódios: "5–10 de outubro"              |
| 2013      | Lado a Lado                   | Alzira Celeste  | Episódios: "15–23 de fevereiro"           |
| 2013–2015 | Com Frescura                  | Apresentadora   |                                           |
| 2015      | Babilônia                     | Úrsula Andressa |                                           |

### Cinema
| Ano  | Titulo                      | Personagem     | Notas          | Ref.   |
| ---- | --------------------------- | -------------- | -------------- | ------ |
| 1968 | Enfim Sós... Com o Outro    | Glorinha       |                |        |
| 1968 | O Homem que Comprou o Mundo | Luma           |                |        |
| 1975 | O Sexualista                | Cândida Arruda |                |        |
| 1978 | O Gigante da América        | Miss May       |                |        |
| 1979 | Gugu, o Bom de Cama         | Ela mesma      |                |        |
| 1991 | A Maldição do Sanpaku       | Loura          |                |        |
| 1994 | A Causa Secreta             | Coralina       |                | [ 15 ] |
| 1999 | Hi Fi                       |                | Curta metragem |        |
| 2000 | Vestido Dourado             | Vanessa        |                |        |
| 2001 | Copacabana                  | Rogéria        |                |        |
| 2016 | Divinas Divas               | Ela mesma      |                | [ 16 ] |

## Teatro
Foram muitas as incursões de Rogéria nos palcos do Brasil e do mundo. Foi vedete de Carlos Machado e em 1979 ganhou o Troféu Mambembe por uma peça que fazia com Grande Otelo.
Em fevereiro de 1976, participou de um espetáculo chamado Alta Rotatividade – comédia na qual  contracenava com a atriz Leila Cravo e os atores Agildo Ribeiro e Ary Fontoura.
No ano de 2007, estreou o espetáculo 7 - O Musical, sob a direção de Charles Möeller e Cláudio Botelho. No espetáculo, atua ao lado de Zezé Motta, Eliana Pittman, Alessandra Maestrini, Ida Gomes, Jarbas Homem de Mello e outros. O espetáculo estreou em São Paulo no ano de 2009.
Desde 2004 ao lado da atriz Camille K, faz uma peça com outros notórios transformistas no Teatro Rival do Rio, Divinas Divas, que ficou dez anos em cartaz. A produção inspirou um documentário homônimo dirigido pela atriz Leandra Leal.